# Riđane
Riđane su naselje u Općini Biskupija u Šibensko-kninskoj županiji.

## Zemljopis
Nalaze se oko 10 kilometara jugoistočno od Knina.  Sastoje se od zaseoka: Šarovac, Karanovac i Riđane, koji su međusobno udaljeni oko 30 minuta.

## Povijest
Riđane su se od 1991. do 1995. godine nalazile pod srpskom okupacijom, tj. bile su u sastavu SAO Krajine.

## Stanovništvo
Prema popisu iz 2011. godine naselje je imalo 67 stanovnika.
| broj stanovnika | 462   | 400   | 273   | 344   | 397   | 370   | 397   | 567   | 488   | 538   | 551   | 442   | 385   | 362   | 87    | 67    | 51    |
|                 | 1857. | 1869. | 1880. | 1890. | 1900. | 1910. | 1921. | 1931. | 1948. | 1953. | 1961. | 1971. | 1981. | 1991. | 2001. | 2011. | 2021. |